# Xiaomi Mi Band 4
La Xiaomi Mi Band 4 és una polsera de rastreig d'activitats desenvolupada per Xiaomi Inc. Va ser anunciada a la Xina el 14 de juny de 2019, a Europa l'endemà i a l'Índia el 17 de setembre de 2019. Va ser llançat a la Xina el 16 de juny de 2019, el 26 de juny de 2019 a Europa i a l'Índia el 19 de setembre de 2019. Té una pantalla AMOLED capacitiva i té la funció de pulsímetre les 24 hores.

## Especificacions[5]
- Pantalla: 0,95" AMOLED, tàctil a tot color;
- Profunditat de color: 24bit;
- Brillantor de la pantalla: Fins a 400 nits;
- Resolució: 128 x 240;
- Botó: Botó únic de tacte (despertar-se, tornar enrere);
- Connectivitat: Bluetooth 5.0 BLE; NFC en alguns models;[6][7]
- Pes: 22.1 g;
- RAM: 512KB;
- Emmagatzematge: 16MB:
- Bateria: LiPo, 135mAh, 20 dies de bateria;
- Sensors: Acceleròmetre, giroscopi, sensor de freqüència cardíaca PPG, sensor de proximitat capacitiu ;
- Impermeable: fins a 50 metres, 5 atmosferes